# .st
.st je vrhovna internetska domena (country code top-level domain - ccTLD) za Svetog Tomu i Princip. Domenom upravlja Bahnhof ST Registry.

## Vanjske poveznice
- IANA .st whois informacija  Arhivirana inačica izvorne stranice od 27. travnja 2006. (Wayback Machine)